# Florian Picasso
Pour les articles homonymes, voir Picasso (homonymie).
Florian Ruiz-Picasso, de son vrai nom Florian Picasso (né le 21 février 1990 à Hô Chi Minh-Ville, au Vietnam), est un DJ et producteur français, résidant entre Cannes et Genève. Fils de Marina Picasso, il est l'un des arrière-petits-fils de Pablo Picasso.

## Discographie
(juin 2025).

### Singles
- 2011 : Muki (Toolroom Records]
- 2011 : How To Sing (Toolroom Records]
- 2011 : That Drum [Joia Records]
- 2013 : Artefact [Cr2 Records]
- 2013 : Artemis [Ones To Watch Records]
- 2013 : Ace
- 2013 : Trivia [Cr2 Records]
- 2015 : Can't Stop (avec Tom Tyger) [Mixmash Records]
- 2015 : Keep Your Eyes On Me [Scorpio Music]
- 2015 : Origami [Protocol Recordings]
- 2015 : Outline
- 2015 : The Shape (avec Steve Aoki) [Dim Mak]
- 2015 : Want It Back (Origami) [Protocol Recordings]
- 2015 : FRFX [Mixmash Records]
- 2016 : Saïgon
- 2016 : Vanguard [Dim Mak]
- 2016 : Kirigami [Doorn Records]
- 2016 : Hanoi
- 2016 : Final Call [Protocol Recordings]
- 2016 : Danang
- 2016 : Mamo (avec Tom Tyger) [Protocol Recordings]
- 2016 : Sheitan [Maxximize Records]
- 2016 : Make Up Your Mind (avec Martin Garrix) [STMPD RCRDS]
- 2016 : Cracked Wall (avec Vassy) [Spinnin' Records]
- 2017 : Suwave (avec Loopers) [Spinnin' Records]
- 2017 : Genesis (avec Blinders) [Spinnin' Records]
- 2017 : We Don't Want No (avec Nygma) [Spinnin' Records]
- 2017 : Vindaloo Bounce (avec Tom Tyger & Raiden) [Spinnin' Records]
- 2017 : This Is Our Time [Spinnin' Records]
- 2017 : Blast From The Past [Musical Freedom]
- 2017 : Hanabi (avec Raiden) [Protocol Recordings]
- 2017 : With Me (avec Laidback Luke feat. Tania Zygar) [Spinnin' Records]
- 2017 : Guns Down [Spinnin' Records]
- 2017 : Only For Your Love (avec Nicky Romero) [Protocol Recordings]
- 2017 : Hanoi to Paris
- 2017 : Obsession [Musical Freedom]
- 2018 : Here With You (avec Yves V) [Dharma Worldwide]
- 2018 : Glitch [Protocol Recordings]
- 2018 : The Answer [Musical Freedom]
- 2018 : Hikari [Protocol Recordings]
- 2019 : Raspoutine [Doorn Records]
- 2019 : Midnight Sun (avec Nicky Romero) [Protocol Recordings]
- 2019 : But Us (feat. Echosmith) [STMPD RCRDS]
- 2020 : Like You Do (feat. GASHI et Ally Brooke) [Universal Music]
- 2020 : Restart Your Heart (avec GRX) [STMPD RCRDS]
- 2020 : Armageddon (avec Timmy Trumpet) [Dim Mak]

### EP
- 2011 : Muki
- 2017 : X

### Remixes
- 2013 : Tegan & Sara - Closer (Florian Picasso Remix) [Warner Music]
- 2014 : Benny Benassi - Let This Last Forever feat. Gary Go (Florian Picasso Remix) [Ultra Music]
- 2014 : Christina Perri - Burning Gold (Florian Picasso Remix) [Atlantic Records]
- 2014 : NERVO & R3hab - Ready For The Weekend feat. Ayah Maarar (Florian Picasso Remix) [Spinnin' Records]
- 2015 : Steve Aoki - Get Me Outta Here feat. Flux Pavilion (Florian Picasso Remix) [Ultra Music]
- 2015 : NERVO - The Other Boys feat. Kylie Minogue, Jake Shears & Nile Rodgers (Florian Picasso Remix) [Ultra Music]
- 2016 : Florian Picasso - Final Call (VIP Mix) [Protocol Recordings]
- 2016 : Florian Picasso - Want It Back (Origami) (VIP Mix) [Protocol Recordings]
- 2017 : Oliver Heldens - Good Life feat. Ida Corr (Florian Picasso Remix) [Heldeep Records]
- 2017 : Laidback Luke & Ralvero - XOXO feat. Ina (Florian Picasso Remix) [Mixmash Records]

## Top 100DJ Mag
- 2016 : #38 (entrée)[3]
- 2017 : #71 (-33)[4]
- 2018 : #62 (+9)[5]
- 2019 : #98 (-36)[6]
- 2020 : #75 (+23)[7]